# Antagonist H3 receptora
Antagonist H3 receptora je klasifikacija lekova koji se koriste za blokiranje dejstva histamina na H3 receptoru. Za razliku od H1 i H2 receptora koji prvenstveno imaju periferno dejstvo, ali uzrokuju sedaciju ako se blokiraju u mozgu, H3 receptori se prvenstveno nalaze u mozgu i inhibiraju autoreceptore locirane na histaminergičnim nervnim terminalima, čime modulišu otpuštanje histamina. Histaminsko otpuštanje u mozgu inicira sekundarno otpuštanje ekscitatornih neurotransmitera puput glutamata i acetilholina stimulacijom H1 receptora u moždanoj kori. Konsekventno za razliku od H1 antagonista koji proizvode sedaciju, H3 antagonisti imaju stimulantne i nootropne efekte, i istražuju se kao potencijalni lekovi u tretmanu neurodegenerativnih oboljenja kao što je Alchajmerova bolest.
Primeri selektivnih H3 antagonista su klobenpropit, , ciproksifan,, konesin, i A-349,821.